# Bi-Ba-Bo
Bi-Ba-Bo is een muziekstuk van Simeon ten Holt. Bi-Ba-Bo schreef hij in 1980 voor een vocaal kwartet: Sopraan, Alt, Tenor en Bas. 
Het stuk kan als scenario met gebaren en mime worden opgevat, waarbij het de aanbeveling verdient om de partijen, althans voor deel, uit het hoofd te leren.
Het stuk is gebaseerd op een reeks van vijf taalklanken (vocalen):
(b)u, (b)o, (b)a, (b)e en (b)i of een selectie daaruit: bi, ba, bo; varianten en omkeringen. In de genoemde opvolging vormen deze klanken een soort toonreeks in de articulatorische zin van het woord. Zonder met de stem van toonhoogte te verwisselen geeft de articulatie van bijvoorbeeld de achterklank [u:] naar voorklank [i:] de indruk van toonhoogte verschil. Dit verschijnsel is verklaarbaar door de spectrale eigenschappen van de vocalen.
Vooral op plaatsen in de partituur waar gesproken of gefluisterd wordt is het de bedoeling dat deze eigenschappen reliëf krijgen en worden uitgebuit. Het meerdere malen herhalen van eenzelfde sectie is dienstig aan dit doel. Er ontstaat een geritmiseerde en wisselend gekleurde ruis.